# Börde-Hakel
Börde-Hakel település Németországban, azon belül Szász-Anhalt tartományban. Lakosainak száma 3016 fő (2023. december 31.).

## Népesség
A település népességének változása:
| Lakosok száma | 3225 | 3035 | 3012 | 3045 | 3025 | 3016 |
|               | 2014 | 2017 | 2019 | 2021 | 2022 | 2023 |